# Colin Killoran
Colin Killoran (født 7. april 1992) er en japansk tidligere professionel fodboldspiller.
Han har spillet for flere forskellige klubber i sin karriere, herunder Tokyo Verdy, Giravanz Kitakyushu og Blaublitz Akita.